# Markgräfler Rheinebene von Weil bis Neuenburg
Das FFH-Gebiet Markgräfler Rheinebene von Weil bis Neuenburg in Baden-Württemberg wurde 2005 durch das Regierungspräsidium Freiburg angemeldet. Mit Verordnung des Regierungspräsidiums Freiburg zur Festlegung der Gebiete von gemeinschaftlicher Bedeutung vom 25. Oktober 2018 (in Kraft getreten am 11. Januar 2019) wurde das Schutzgebiet ausgewiesen.

## Lage
Das 15,3 km² große Schutzgebiet Markgräfler Rheinebene von Weil bis Neuenburg liegt in den Naturräumen Markgräfler Rheinebene und Markgräfler Hügelland. Es liegt zu 61 % im Landkreis Lörrach mit den Gemeinden Bad Bellingen, Efringen-Kirchen, Schliengen und Weil am Rhein sowie zu 39 % im Landkreis Breisgau-Hochschwarzwald mit der Gemeinde Neuenburg am Rhein. 

## Beschreibung
Das Gebiet zeichnet sich insbesondere durch die naturnahen und vielfältigen Relikte der früheren Rheinaue mit großflächigen Trockanstandorten, artenreichen Wiesen, Altarmen und Auwaldbeständen. Durch den Kiesabbau sind zudem zahlreiche Baggerseen und Kiesgruben entstanden, die als Sekundärlebensraum für viele Arten dienen.

## Schutzzweck

### Lebensraumtypen
Folgende Lebensraumtypen nach Anhang I der FFH-Richtlinie kommen im Gebiet vor:
| EU Code | * | Lebensraumtyp (offizielle Bezeichnung)                                                                          | Kurzbezeichnung                                              |
| ------- | - | --- | ------------------------------------------------------------ |
| 3140    |   | Oligo- bis mesotrophe kalkhaltige Gewässer mit benthischer Vegetation aus Armleuchteralgen                      | Kalkreiche, nährstoffarme Stillgewässer mit Armleuchteralgen |
| 3150    |   | Natürliche eutrophe Seen mit einer Vegetation des Magnopotamions oder Hydrocharitions                           | Natürliche nährstoffreiche Seen                              |
| 3260    |   | Flüsse der planaren bis montanen Stufe mit Vegetation des Ranunculion fluitantis und des Callitricho-Batrachion | Fließgewässer mit flutender Wasservegetation                 |
| 40A0    | * | Subkontinentale peripannonische Gebüsche                                                                        | Felsenkirschen-Gebüsche                                      |
| 6110    | * | Lückige basophile oder Kalk-Pionierrasen (Alysso-Sedion albi)                                                   | Kalk-Pionierrasen                                            |
| 6210    |   | Naturnahe Kalk-Trockenrasen und deren Verbuschungsstadien (Festuco-Brometalia)                                  | Kalkmagerrasen                                               |
| 6510    |   | Magere Flachland-Mähwiesen (Alopecurus pratensis, Sanguisorba officinalis)                                      | Magere Flachland-Mähwiesen                                   |
| 7220    |   | Kalktuffquellen (Cratoneurion)                                                                                  | Kalktuffquellen                                              |
| 8210    |   | Kalkfelsen mit Felsspaltenvegetation                                                                            | Kalkfelsen mit Felsspaltenvegetation                         |
| 8310    |   | Nicht touristisch erschlossene Höhlen                                                                           | Höhlen und Balmen                                            |
| 9110    |   | Hainsimsen-Buchenwald (Luzulo-Fagetum)                                                                          | Hainsimsen-Buchenwald                                        |
| 9130    |   | Waldmeister-Buchenwald (Asperulo-Fagetum)                                                                       | Waldmeister-Buchenwald                                       |
| 9160    |   | Subatlantischer oder mitteleuropäischer Stieleichenwald oder Eichen-Hainbuchenwald (Carpinion betuli)           | Sternmieren-Eichen-Hainbuchenwald                            |
| 9170    |   | Labkraut-Eichen-Hainbuchenwald Galio-Carpinetum                                                                 | Labkraut-Eichen-Hainbuchenwald                               |
| 91E0    | * | Auen-Wälder mit Alnus glutinosa und Fraxinus excelsior (Alno-Padion, Alnion incanae, Salicion albae)            | Auenwälder mit Erle, Esche, Weide                            |

### Arteninventar
Folgende Arten von gemeinschaftlichem Interesse sind für das Gebiet gemeldet:
| Bild               | EU Code | * | Art                | wissenschaftlicher Name     | Artengruppe           |
| ------------------ | ------- | - | ------------------ | --------------------------- | --------------------- |
| Grüne Flussjungfer | 1037    |   | Grüne Flussjungfer | Ophigomphus cecilia         | Libellen              |
| Spanische Flagge   | 1078    | * | Spanische Flagge   | Callimorpha quadripunctaria | Schmetterlinge        |
| Hirschkäfer        | 1083    |   | Hirschkäfer        | Lucanus cervus              | Käfer                 |
| Dohlenkrebs        | 1092    |   | Dohlenkrebs        | Austropotamobius pallipes   | Krebse                |
| Bachneunauge       | 1096    |   | Bachneunauge       | Lampetra planeri            | Fische und Rundmäuler |
| Rapfen             | 1130    |   | Rapfen             | Aspius aspius               | Fische und Rundmäuler |
| Strömer            | 1131    |   | Strömer            | Leuciscus souffia agassizi  | Fische und Rundmäuler |
| Bitterling         | 1134    |   | Bitterling         | Rhodeus sericeus            | Fische und Rundmäuler |
| Steinbeißer        | 1149    |   | Steinbeißer        | Cobitis taenia              | Fische und Rundmäuler |
| Groppe             | 1163    |   | Groppe             | Cottus gobio                | Fische und Rundmäuler |
| Gelbbauchunke      | 1193    |   | Gelbbauchunke      | Bombina variegata           | Amphibien             |
| Wimperfledermaus   | 1321    |   | Wimperfledermaus   | Myotis emarginatus          | Säugetiere            |
| Biber              | 1337    |   | Biber              | Castor fiber                | Säugetiere            |
| Grünes Besenmoos   | 1381    |   | Grünes Besenmoos   | Dicranum viride             | Moose                 |

Spanische Flagge, Dohlenkrebs, Rapfen, Steinbeißer und Biber konnten im Gebiet bei den Erfassungen für den Managementplan im Jahr 2010 allerdings nicht aktuell nachgewiesen werden.

### Zusammenhängende Schutzgebiete
Folgende Naturschutzgebiete liegen ganz oder teilweise innerhalb des FFH-Gebiets:
- Totengrien
- Isteiner Klotz
- Kapellengrien
- Galgenloch
- Eichholz-Buchholz
- Blansinger Grien